# أندريا رينالدي
أندريا رينالدي (بالإيطالية: Andrea Rinaldi)‏ هو لاعب كرة قدم إيطالي في مركز الوسط، ولد في 23 يونيو 2000 في Carate Brianza ‏ في إيطاليا، وتوفي في 11 مايو 2020 في فاريزي في إيطاليا بسبب أم الدم داخل القحف. لعب مع أتالانتا.